# Ucieczka z Planety Małp
Ucieczka z Planety Małp (ang. Escape from the Planet of the Apes) – amerykański film science fiction z 1971 roku, trzecia część filmu z serii Planeta Małp (1968) w reżyserii Dona Taylora.

## Fabuła
Akcja filmu rozgrywa się w naszych czasach na amerykańskim wybrzeżu, gdzie ląduje statek kosmiczny. To Cornelius, Zira i Milo, którzy znaleźli i naprawili statek Taylora oraz zdążyli nim uciec, nim życie na Ziemi zostało zniszczone. Ludzie nie wiedząc co robić z przybyszami z przyszłości, zamykają ich w zoo. Milo ginie z rąk goryla. Cornelius i Zira, mimo początkowej obawy w końcu ujawniają swą inteligencję, stając się ogólnoświatową sensacją. Para szympansów trafia przed rządową komisję, powodując niedowierzanie naukowców. Małpia idylla zostaje przerwana na wieść, że Zira jest w ciąży. Prezydencki doradca wyciąga z Ziry informacje dotyczące przyszłej małpiej hegemonii na Ziemi. Biały Dom podejmuje decyzję o aborcji ciężarnej Ziry i sterylizacji Corneliusa. Para ucieka, trafiając do cyrku, w którym Zira rodzi samca, któremu nadaje imię Milo. Kontynuując ucieczkę, Cornelius, Zira i Milo docierają do starej stoczni, gdzie cała trójka zostaje zastrzelona. Ostatecznie okazuje się, że w cyrku Zira podmieniła swoje dziecko na dziecko innej małpy, więc Milo żyje.

## Obsada
- Roddy McDowall – Cornelius
- Kim Hunter – dr Zira
- Bradford Dillman – dr Lewis Dixon
- Natalie Trundy – dr Stephanie Branton
- Eric Braeden – dr Otto Hasslein
- William Windom – prezydent
- Sal Mineo – dr Milo
- Ricardo Montalban – Armando